# Carreau de Sainte-Fontaine
Le carreau de Sainte-Fontaine (ou puits Sainte-Fontaine, à l'origine puits Waldemar- Müller) est une ancienne mine des Houillères de Lorraine situé dans la commune française de Saint-Avold, en Moselle dont le chevalement est inscrit aux monuments historiques.

## Histoire
Situé à Saint-Avold, il s'agissait d'un puits d'extraction foncé à partir de janvier 1908 jusqu’à 1 037 mètres dans la vallée de la Merle, appelée depuis lors la Vallée du Charbon. Il s'appelait à l'origine puits Waldemar- Müller.
Le chevalement a été construit en 1954 pour les houillères du Bassin de Lorraine.
Le puits fermera une première fois en 1972, mais il reprendra du service en 1976 ou 1979, avant de fermer définitivement en 1986. Le chevalement est inscrit aux monuments historiques, le site minier est entretenu,.
Le chevalement-portique est inscrit au titre des monuments historiques par arrêté du 22 octobre 1992.

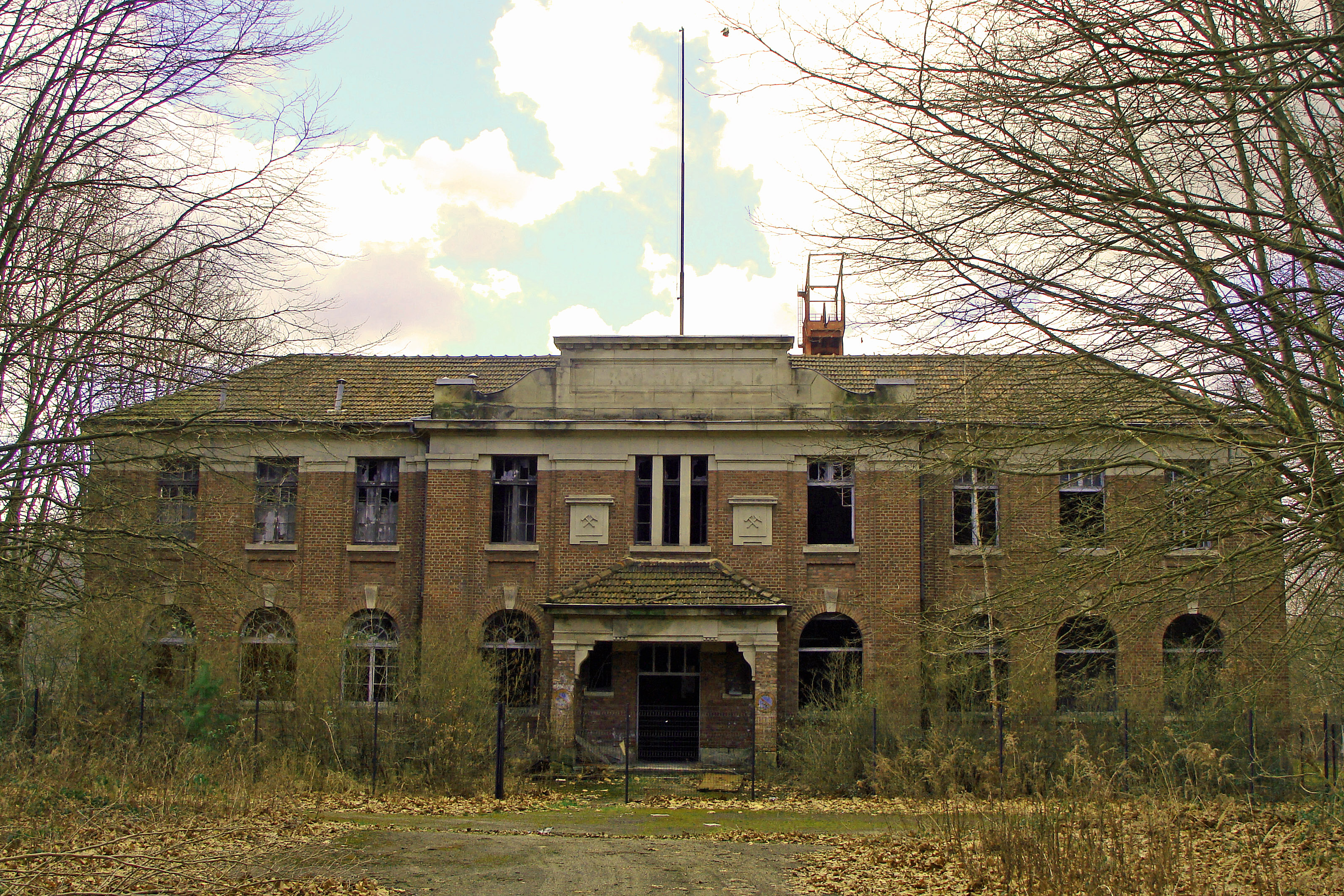
Le bâtiment des vestiaires-bureaux puits Sainte-Fontaine.
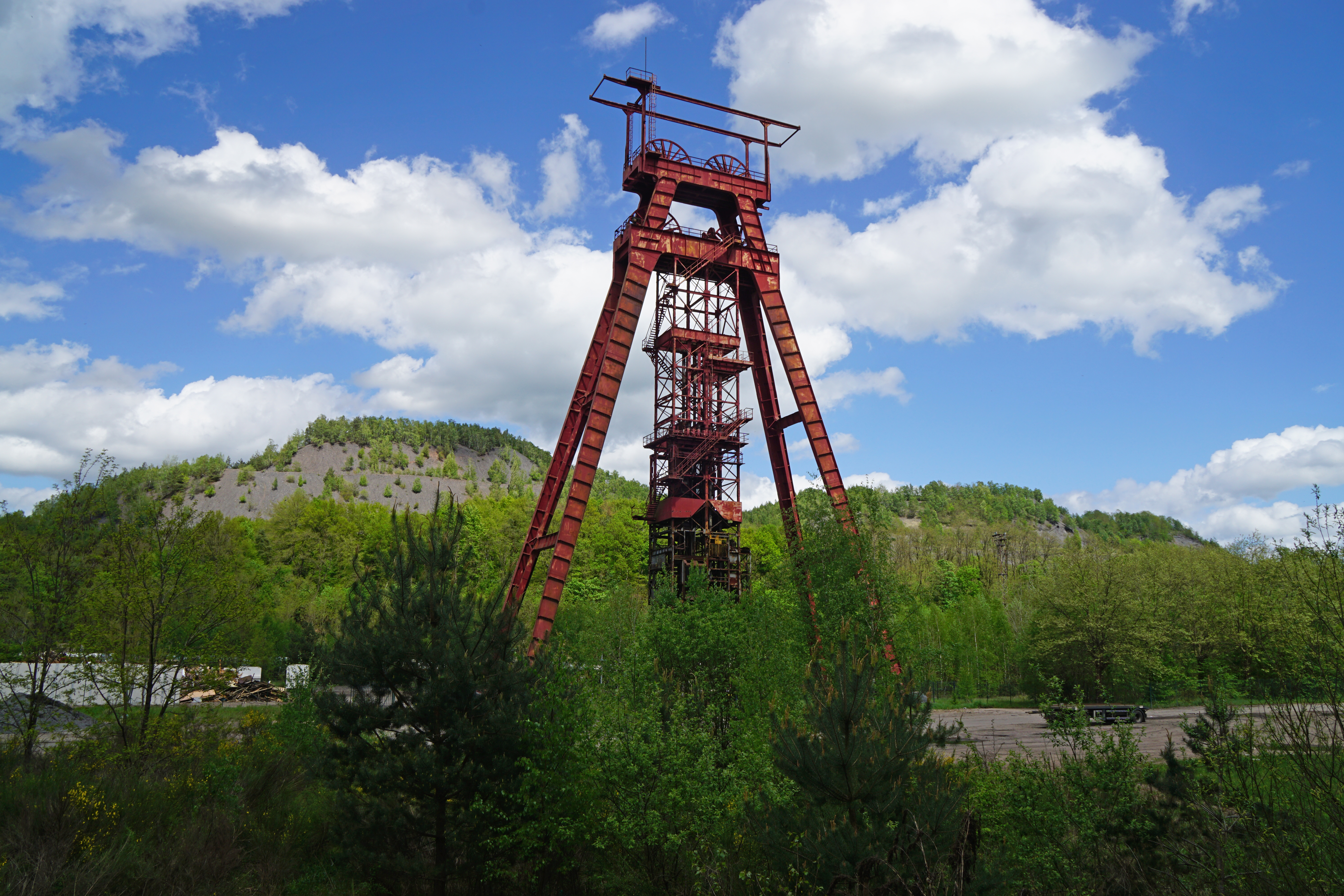
Vue générale avec les terrils.
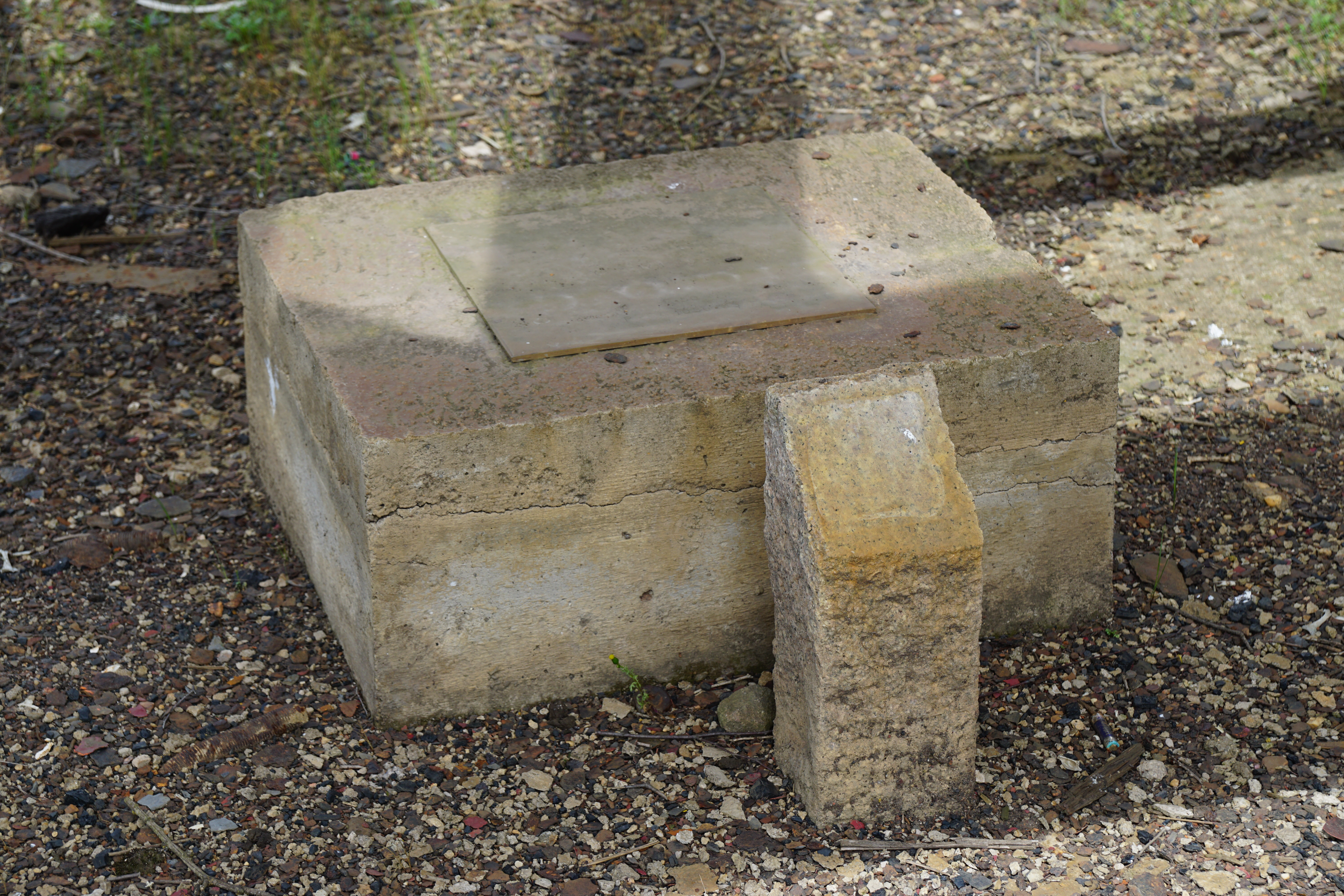
La borne du puits.

## Description
Il est unique dans le bassin lorrain, il n'y a que trois exemplaires seulement du même type qui sont connus dans le Nord-Pas-de-Calais, il est composé de deux paires de poussards de chaque côté d'un avant-carré indépendant et dessert un puits à double compartiment d'extraction.